# Vestiarium Scoticum
Il Vestiarium Scoticum (titolo completo Vestiarium Scoticum: from the Manuscript formerly in the Library of the Scots College at Douay. With an Introduction and Notes, by John Sobieski Stuart) è un libro che fu pubblicato per la prima volta da William Tait ad Edimburgo in un'edizione limitata nel 1842. John Telfer Dunbar, nel suo seminario History of Highland Dress si riferì a questo volume come "il più controverso libro di costume mai scritto".
Il libro stesso consiste in un'opera con immagini a colori, riproduzione e studio di un antico manoscritto che raccoglieva i tartan dei clan delle famiglie scozzesi. Poco dopo la sua pubblicazione i due fratelli "Stuart" che l'avevano pubblicato vennero accusati di avere ancora delle pretese sul trono inglese in quanto discendenti dal principe Carlo Edoardo Stuart e di mirare, con questa pubblicazione, a screditare l'onorabilità della famiglia reale inglese.
Anche se oggi è accertato che il libro sia di fatto senza fondamenti storici certi, il ruolo del libro nella storia dei tartan scozzesi è immenso, per la grande quantità di disegni e trame contenute, suddivise per clan.

## Sfondo
L'edizione del 1842 del Vestiarium Scoticum ebbe le proprie origini alla fine degli anni venti del XIX secolo quando i fratelli Sobieski Stuart, residenti a Moray, in Scozia, produssero una copia di un documento contenente le trame dei tartan consegnategli da Sir Thomas Dick Lauder, il quale fu alla base degli studi successivi che portarono alla pubblicazione del volume.
Come spiegato nella prefazione all'edizione del 1842, la copia che Sir Thomas diede ai due studiosi (oggi conosciuta come Cromarty MS), venne composta nel 1721 e sulla prima pagina riportava il titolo Liber Vestiarium Scotia, e il suo possessore a sua volta diceva di averla tratta da un'opera in possesso di un certo John Ross di Cromarty, il quale a sua volta l'aveva tratta da un manoscritto antico tratto a sua volta da uno ancora più antico.
Nella stessa prefazione, si pretende anche che l'edizione del 1842 si basi sul manoscritto originale (oggi conosciuto come Douay MS) che venne datato al 1571 (o ancora prima) che era a quell'epoca in possesso di John Lesley, Vescovo di Ross.

## La corrispondenza Lauder - Scott
Poco dopo l'esistenza dell'antico manuale, Sir Thomas pensò di scrivere di questo manufatto a Sir Walter Scott (in una lettera datata 1º giugno 1829). In questa lettera, Lauder commenta molto il libro, notando come molti capi clan, come i Cluny MacPherson e McLeod, avevano dei tartan autentici e ancora verificabili. Lauder descrisse il manoscritto dettagliatamente, aggiungendo anche che era riuscito ad ottenere dei disegni a colori di tutti i tartan indicati nel volume (circa 66) ed inviò alcuni di questi a Walter Scott stesso (ad esempio quello della famiglia degli Scott).
Nella sua risposta del 5 giugno 1829, Scott espresse scetticismo sul lavoro dei due fratelli e sul volume stesso, richiedendo che le informazioni fossero sottoposte all'indagine di un'autorità competente. Tra le altre cose egli contestò la veridicità del fatto che i Lowlanders avessero sempre indossato tartans o plaids; tra l'altro egli si avvalse del fatto che il testo del volume Vestiarium Scotia era in "falso latino", ovvero non nella lingua latina utilizzata al periodo della creazione del volume.

## Pubblicazione delVestiarium Scoticum
Il Vestiarium venne infine pubblicato nel 1842. Qui di seguito viene riportato l'indice con spiegazioni.
- Prefazione, nella quale si descrive l'origine del manoscritto
- Elenco dei Clans
- Introduzione
- Testo del Vestiarium
- Tartans, con loro relative descrizioni
- Tavole a colori - settantacinque tavole a colori che illustrano i tartan delle famiglie menzionate nella sezione precedente

## I tartans
I tartans presentati nel Vestiarium erano divisi in due sezioni. La prima detta "Highland clans" e la seconda "Lowland Houses and Border Clans". Nella lista che segue bengono riportati il numero di tavola, il nome del clan, l'immagine del tartan, il numero moderno assegnato al tartan nella pubblicazione, i tartan derivati dal testo ma non rappresentati a colori, l'attuale tartan utilizzato ed approvato dal clan, il numero attualmente registrato presso la Scottish Tartans Society.

### Hieland clannes (Highland Clans)
| Tavola # | Nome del Clan/Tartan                      | Plate | Moderno numero assegnato al tartan                     | Tartan derivati dal testo | Differenze tra testo ed immagine                                                                    | numero attualmente registrato presso la Scottish Tartans Society # |
| -------- | ----------------------------------------- | ----- | ------------------------------------------------------ | ------------------------- | --------------------------------------------------------------------------------------------------- | ------------------------------------------------------------------ |
| 1        | Clan Stuart                               |       | G4 R60 B8 R8 Bk12 Y2 Bk2 W2 Bk2 G20 R8 Bk2 R2 W2       |                           | come da tavola                                                                                      |                                                                    |
| 2        | Duca di Rothesay                          |       | W4 R64 G4 R6 G4 R8 G32 R8 G32 R8 G4 R6 G4 R64 W2 R2 W4 | N/A                       | N/A (impossibile da derivare dal testo)                                                             | TS1533                                                             |
| 3        | ye principal clovris of ye clanne Stewart |       | R6 W56 Bk6 W6 Bk6 W6 g26 R16 Bk2 R2 W2                 |                           | come da tavola                                                                                      |                                                                    |
| 4        | MakDonnald of ye Ylis                     |       | R6 B20 Bk24 G6 Bk2 G2 Bk2 G60 W8                       | N/A                       | N/A (le linee nere potrebbero essere anche blu)                                                     | TS1366                                                             |
| 5        | clan Raynald                              |       | B10 R4 B30 R4 Bk16 G52 R6 G2 R4 G6 W6                  |                           | same as plate                                                                                       |                                                                    |
| 6        | Clann Gregour                             |       | R128 G36 R10 G16 W4                                    |                           | come da tavola                                                                                      | TS866                                                              |
| 8        | Clan Makduffe                             |       | R6 G32 B12 Bk12 R48 Bk4 R8                             |                           | come da tavola                                                                                      | TS1453                                                             |
| 9        | Makanphersonis                            |       | W6 R2 W60 Bk30 W6 Bk18 Y2                              |                           | come da tavola                                                                                      |                                                                    |
| 10       | Clann Grant, or clann Grauntacke          |       | R8 B4 R4 b4 R112 B32 R8 G2 R8 G72 R6 G2 R8             |                           | come da tavola                                                                                      |                                                                    |
| 11       | Monrois                                   |       | Bk36 R8 Bk36 R64 W6                                    |                           | come da tavola                                                                                      |                                                                    |
| 12       | Clann-Lewid                               |       | Bk16 Y2 Bk16 Y24 R2                                    |                           | come da tavola                                                                                      | TS1272                                                             |
| 13       | Clan Cambell                              |       | B132 Bk2 B2 Bk2 B6 Bk24 G52 W/Y6 G52 Bk24 B42 Bk2 B8   |                           | come da tavola                                                                                      |                                                                    |
| 14       | Svtherlande                               |       | G12 W4 G48 Bk24 B6 Bk4 B4 Bk4 B24 R2 B2 R6             |                           | come da tavola                                                                                      |                                                                    |
| 15       | Clanchamron                               |       | R8 G24 R8 G24 R64 Y4                                   |                           | come da tavola                                                                                      |                                                                    |
| 16       | Clanneil                                  |       | B12 R2 B40 G12 B12 G48 Bk2 G4 W8                       |                           | come da tavola                                                                                      |                                                                    |
| 17       | Mackfarlan                                |       | Bk54 W48 Bk8W48                                        |                           | come da tavola                                                                                      |                                                                    |
| 18       | Clanlavchlan                              |       | Bk12 Y4 Bk42 Y4 Bk12 Y48 Bk4 Y12                       |                           | come da tavola                                                                                      |                                                                    |
| 19       | Clan-gillean                              |       | G12 Bk20 W4 Bk20 G6 Bk8 G60 Bk4                        |                           | come da tavola                                                                                      |                                                                    |
| 20       | Clankenjie                                |       | B56 Bk6 B6 Bk6 B6 Bk20 G54 W/R6 G54 Bk20 B56 Bk2 B12   |                           | come da tavola                                                                                      |                                                                    |
| 21       | Fryjjelis in ye Ayrd                      |       | R4 B12 R4 G12 R24 W4                                   |                           | come da tavola                                                                                      |                                                                    |
| 22       | Menghes                                   |       | W4 R40 Cr2 R2 Cr2 R6 Cr10 W48 R6 W4 R2 W8              |                           | come da tavola                                                                                      |                                                                    |
| 23       | Chyssal                                   |       | R2 G28 Bk2 G4 Bk2 G4 B14 R56 W2 R12                    |                           | come da tavola                                                                                      |                                                                    |
| 24       | Buchananis                                |       | Bk2 W18 Cr8 W4 Cr8 W4                                  |                           | come da tavola                                                                                      |                                                                    |
| 25       | Clan Lawmond                              |       | B50 Bk2 B2 Bk2 B4 Bk28 G60 W8 G60 Bk28 B32 Bk2 B6      |                           | come da tavola                                                                                      |                                                                    |
| 26       | Clann Dowgall of Lorne                    |       | R8 G18 Bk12 Cr16 R10 G4 R4 G4 R52 G2 R6                |                           | P8 G16 B12 P16 R12 G4 R4 G4 R48 G2 R6 (colori leggermente differenti da quanto descritto nel testo) |                                                                    |
| 27       | Makyntryris                               |       | G10 B26 R6 B26 G64 W10                                 |                           | come da tavola                                                                                      |                                                                    |
| 28       | Clandonoquhay                             |       | G2 R68 B16 R4 G40 R4                                   |                           | come da tavola                                                                                      | TS889                                                              |
| 29       | Maknabbis                                 |       | G14 R4 Cr4 G8 Cr4 R24 Bk2                              |                           | come da tavola                                                                                      |                                                                    |
| 30       | Clannkynnon                               |       | Bk2 R36 G24 R4 G24 R36 W2                              |                           | come da tavola                                                                                      |                                                                    |
| 31       | Makyntosche                               |       | R6 G32 Bk24 R56 W4 R10                                 |                           | come da tavola                                                                                      |                                                                    |
| 32       | Clanhiunla, or Farquharsonnes             |       | B56 Bk6 b6 Bk6 B6 G54 R/Y6 G54 Bk20 B56 Bk2 B12        |                           | come da tavola                                                                                      |                                                                    |
| 33       | Clanngvn                                  |       | G4 Bk32 G4 Bk32 G60 R4                                 |                           | come da tavola                                                                                      |                                                                    |
| 34       | Clan-mak-Arthovr                          |       | Bk64 G12 Bk24 G60 Y6                                   |                           | come da tavola                                                                                      |                                                                    |
| 35       | Clanmorgan                                |       | B8 Bk24 B8 Bk24 B64 R4                                 |                           | come da tavola                                                                                      |                                                                    |
| 36       | Makqwhenis                                |       | Bk4 R14 Bk4 R14 Bk28 Y2                                |                           | come da tavola                                                                                      | TS1209                                                             |

### Low country pairtes (Lowland Clans)
| Tavola # | Nome del Clan/Tartan | Plate | Moderno numero assegnato al tartan                 | Tartan derivati dal testo | Differenze tra testo ed immagine                                                                            | numero attualmente registrato presso la Scottish Tartans Society # |
| -------- | -------------------- | ----- | -------------------------------------------------- | ------------------------- | --- | ------------------------------------------------------------------ |
| 37       | Bruiss               |       | W8 R56 G14 R12 G38 R10 G38 R12 G14 R56 Y8          |                           | come da tavola                                                                                              | TS1848                                                             |
| 38       | Dowglass             |       | Bk30 Gy2 Bk2 Gy2 Bk14 Gy28 Bk2 Gy4                 |                           | come da tavola                                                                                              | TS1127                                                             |
| 39       | Crawfovrd            |       | R6 g24 R6 G24 R60 W4                               |                           | Cr12 W4 Cr60 G24 Cr6 G24 Cr6 (l'immagine mostra il colore rosso scarlatto, mentre il testo riporta cremisi) | TS1515                                                             |
| 40       | Ruthwen              |       | R4 G2 R58 B36 G30 W6                               | N/A                       | N/A (nel testo viene dimenticata la linea bianca presente nell'immagine)                                    | TS705                                                              |
| 41       | Montegomerye         |       | B18 G6 B18 G68                                     |                           | come da tavola                                                                                              |                                                                    |
| 42       | Hamyltowne           |       | B10 R2 B10 R16 W2                                  | N/A                       | N/A (il testo riporta più di una linea bianca)                                                              | TS270                                                              |
| 43       | Wymmis               |       | R8 Bk24 W2 Bk24 R8 Bk8 R52 G2 R10                  |                           | come da tavola                                                                                              | TS1512                                                             |
| 44       | Cymyne               |       | Bk4 R54 G8 R4 G8 R8 G18 W2 G18 R8                  |                           | come da tavola                                                                                              | TS1158                                                             |
| 45       | Seyntcler            |       | G4 R2 G60 Bk32 W2 B32 R4                           |                           | come da tavola                                                                                              |                                                                    |
| 46       | Dvnbarr              |       | R8 Bk2 R56 Bk16 G44 R12                            |                           | come da tavola                                                                                              |                                                                    |
| 47       | Leslye               |       | Bk2 R64 B32 R8 Bk12 Y2 Bk12 R8                     |                           | come da tavola                                                                                              |                                                                    |
| 48       | Lavdere              |       | G6 B16 G6 Bk8 G30 R4                               |                           | come da tavola                                                                                              |                                                                    |
| 49       | Connyngham           |       | Bk8 R2 Bk60 R56 B2 R2 W8                           |                           | come da tavola                                                                                              |                                                                    |
| 50       | Lyndeseye            |       | G50 B4 G4 B4 G4 b20 R60 B4 R6                      |                           | Cr6 B4 Cr48 B16 G4 B4 G4 B4 G40 (il testo indica cremisi, mentre nell'immagine il rosso è scarlatto)        |                                                                    |
| 51       | Haye                 |       | R12 G8 Y4 G72 R4 G4 R4 G24 R96 G8 R4 G2 R4 W2      |                           | come da tavola                                                                                              |                                                                    |
| 52       | Dundass              |       | Bk4 G4 R2 G48 Bk24 B32 Bk8                         |                           | come da tavola                                                                                              |                                                                    |
| 53       | Ogyluye              |       | B58 Y2 B4 Bk32 G52 Bk2 G4 R6                       | N/A                       | N/A (alle linee nere sarebbero state da unirsi linee gialle)                                                |                                                                    |
| 54       | Olyfavnt             |       | B8 Bk8 B48 G64 W2 G4                               |                           | come da tavola                                                                                              |                                                                    |
| 55       | Setown               |       | G10 W2 G24 R10 B8 R4 Bk8 R64 G2 R4                 |                           | come da tavola                                                                                              |                                                                    |
| 56       | Ramsey               |       | Bk8 W4 Bk56 R60 Bk2 R6                             |                           | R6 Cr2 R60 Bk56 W4 Bk8 (le due linee cremisi sono indicate come nere nella tavola)                          |                                                                    |
| 57       | Areskyn              |       | G14 R2 G52 R60 G2 R10                              |                           | come da tavola                                                                                              |                                                                    |
| 58       | Wallas               |       | Bk4 R64 Bk60 Y8                                    |                           | come da tavola                                                                                              |                                                                    |
| 59       | Brodye               |       | Bk10 R60 Bk28 Y2 Bk28 R10                          |                           | come da tavola                                                                                              |                                                                    |
| 60       | Barclay              |       | G4 B64 G64 R4                                      |                           | come da tavola                                                                                              |                                                                    |
| 61       | Murrawe              |       | B56 Bk6 B6 Bk6 B6 Bk20 G54 R6 g54 Bk20 B56 Bk2 B12 |                           | come da tavola                                                                                              |                                                                    |
| 62       | Urqwhart             |       | B4 W2 B24 Bk4 B4 Bk4 B8 Bk24 G52 Bk4 G4 R2         |                           | come da tavola                                                                                              |                                                                    |
| 63       | Rose                 |       | G4 R48 B10 R8 B2 R4 B2 R24 W4                      |                           | G8 R64 P18 Cr12 P4 Cr6 P4 Cr24 W6 (la tavola non da una rappresentazione ottimale dei colori)               |                                                                    |
| 64       | Colqwohovne          |       | B8 Bk4 B40 W2 Bk18 G58 R8                          |                           | come da tavola                                                                                              |                                                                    |
| 65       | Drymmond             |       | G4 R2 g2 R56 G16 Bk2 G2 Bk2 G36 R2 G2 R8           |                           | come da tavola                                                                                              |                                                                    |
| 66       | Forbas               |       | R4 G64 Bk36 G10 Bk16 Y4                            |                           | come da tavola                                                                                              |                                                                    |

### Bordovr clannes (Border Clans)
| Tavola # | Nome del Clan/Tartan | Plate | Moderno numero assegnato al tartan                            | Tartan derivati dal testo | Differenze tra testo ed immagine | numero attualmente registrato presso la Scottish Tartans Society # |
| -------- | -------------------- | ----- | ------------------------------------------------------------- | ------------------------- | -------------------------------- | ------------------------------------------------------------------ |
| 67       | Scott                |       | G8 R6 Bk2 R56 G28 R8 G8 W6 G8 R8                              |                           | come da tavola                   | TS793                                                              |
| 68       | Armstrang            |       | G4 Bk2 G58 Bk24 B4 Bk2 B2 Bk2 B26 R6                          |                           | come da tavola                   | TS793                                                              |
| 69       | Gordovn              |       | B60 Bk2 B2 Bk2 B8 Bk28 G52 Y2 G2 Y4 G2 Y2 G52 Bk28 B40 Bk2 B8 |                           | come da tavola                   | TS215                                                              |
| 70       | Cranstoun            |       | Dg28 B2 Dg2 B2 Dg6 B12 Lg24 R4                                |                           | come da tavola                   | TS706                                                              |
| 71       | Graeme               |       | G24 Bk8 G2 Bk8                                                |                           | come da tavola                   | TS786                                                              |
| 72       | Maxswel              |       | R6 G2 R56 Bk12 R8 G32 R6                                      |                           | come da tavola                   | TS1500                                                             |
| 73       | Home                 |       | B6 G4 B60 Bk20 R2 Bk4 R2 Bk70                                 |                           | come da tavola                   | TS127                                                              |
| 74       | Johnstoun            |       | Bk4 B4 Bk4 B48 G60 Bk2 G4 Y6                                  |                           | come da tavola                   | TS1063                                                             |
| 75       | Kerr                 |       | G40 Bk2 G4 Bk2 G6 Bk28 R56 K2 R4 K8                           |                           | come da tavola                   | TS791                                                              |

## LaQuarterly Review
Nel giugno del 1847, una rivisitazione critica del Vestiarium Scoticum venne pubblicata come Quarterly Review. Originariamente pubblicata anonima, è oggi attribuita al professor George Skene dell'Università di Glasgow e al reverendo dottor Mackay, editore del Dizionario della Società Gaelica.
La Quarterly Review venne pubblicata in occasione della pubblicazione di un altro libro di John Sobieski e Charles Edward Stuart dal titolo The Tales of the Century. Queste storie, presentati nei termini di finzione, davano modo ai personaggi di dichiararsi discendenti a tutti gli effetti del Principe Carlo Edoardo Stuart. La Quarterly Review ad ogni modo si attenne a vagliare l'autenticità del Vestiarium Scoticum.
Nel 1848, John Sobieski Stuart replicò che alla Quarterly Review con un suo articolo dal titolo The Genuineness of the Vestiarium Scoticum. In questa replica, Stuart offrì il controllo pubblico dell'edizione del 1721. Per parte sua, Skene espresse il desiderio di vedere il manoscritto originale, che si diceva dovesse essere nelle mani del Vescovo di Ross. La discussione si concluse con un niente di fatto.
Nel 1895, il "Glasow Herald" pubblicò una serie di articoli dal titolo "Il Vestiarium Scoticum, è un imbroglio?" aventi per autore Andrew Ross. Ross fu in grado di vedere la copia del 1721, ma non il manoscritto più antico. Egli diede una descrizione dettagliata del manoscritto del 1721, e sottopose i test chimici su quel documento al chimico Stevenson Macadam. Macadam concluse che per esami chimici eseguiti, il manoscritto non poteva essere considerato un manoscritto antico. Questa copia del 1721 venne inoltre presentata all'esame di Robert Irvine, direttore di un'azienda chimica, il quale stabilì che non era possibile datare certamente il documento.